# Jozef Brúha
Jozef Brúha (26. ledna 1908 Vídeň – 1980) byl slovenský a československý politik a poválečný poslanec Ústavodárného Národního shromáždění a Národního shromáždění ČSR za Stranu slobody.

## Biografie
Za druhé světové války působil v odboji. Vytvořila se okolo něj odbojová skupina. Po osvobození se zapojil do činnosti slovenské Demokratické strany. V srpnu 1945 byl delegáty národních výborů zvolen za poslance Slovenské národní rady. Zasedal zde do roku 1946.
V březnu 1946 se začal podílet na vzniku nové slovenské politické strany, zpočátku nazývané Křesťansko-republikánská strana, později Strana slobody. Její vznik jako potenciální oslabení Demokratické strany podporovala i Komunistická strana Československa. Nová politická formace měla mít větší katolický akcent. 5. března 1946 si strana podala přihlášku do Národní fronty. Jozef Brúha zasedal v organizačním výboru chystané strany. Vedení Demokratické strany se snažilo odštěpeneckou frakci izolovat podpisem takzvané aprílové (dubnové) dohody, v níž se zavázalo vyjít vstříc programovým a personálním zájmům katolického tábora. Strana slobody tak sice vznikla, ale nezískala masový ohlas, protože část jejích aktivistů se ještě před formálním vznikem nové strany vrátila do Demokratické strany. Brúha ovšem patřil k těm politikům, kteří se nevrátili. Byl vyloučen z Demokratické strany a v následujících měsících se zapojil do budování nové strany nazvané Strana slobody. Byl jejím generálním tajemníkem.
V parlamentních volbách v roce 1946 se stal členem Ústavodárného Národního shromáždění za Stranu slobody, která ovšem ve volbách získala jen nepatrný díl hlasů a pouhé tři mandáty v Národním shromáždění. V prosinci 1946 se stal druhým místopředsedou strany.
Během únorového převratu strana nezaujala jasné stanovisko a Brúha ještě 25. února 1948 prohlašoval, že strana nemůže oznámit, zda se připojí k Akčnímu výboru Národní fronty. V následujících dnech ovšem zaujal vůči strůjcům převratu vstřícný postoj a v březnu se stal generálním tajemníkem „obrozené“ Strany slobody, nyní plně loajální k novému režimu. Kandidoval za ni ve volbách do Národního shromáždění 1948 ve volebním kraji Bratislava. Postupně ale u něj začala převládat deziluze a 20. května 1948 odstoupil ze všech stranických funkcí. Ani poslanecký mandát nepřevzal, slib nesložil a v červnu 1948 se ho vzdal. Místo něj do parlamentu nastoupil Jozef Tokár.